# Sarasinica tricommata
Sarasinica tricommata is een hooiwagen uit de familie Epedanidae.